# César-díjak 1998
A 23. Césarok éjszakáját 1998. február 28-án tartották meg a párizsi Champs-Elysées Színházban, Juliette Binoche elnökletével.
A filmgálán Alain Resnais vígjátéka, a Megint a régi nóta volt a legsikeresebb: 12 jelölésből 7 Césart vitt el. Ugyancsak jól szerepelt Luc Besson sci-fi akciófilmje, Az ötödik elem, amelynek három alkotója (rendező, operatőr valamint látvány- és díszlettervező) is díjat vihetett haza. Első igazi sikerét könyvelhette el a 22 éves ifjú filmcsillag: Emma de Caunes.
Histoire(s) du cinéma című, nyolcrészes filmtörténeti munkájának elismeréseképpen tiszteletbeli César elismerésben részesült Jean-Luc Godard francia-svájci filmrendező, valamint életművük elismeréseként Clint Eastwood és Michael Douglas.
.

## Díjazottak
| Díjak                                      | Díjazottak és jelöltek |
| ------------------------------------------ | --- |

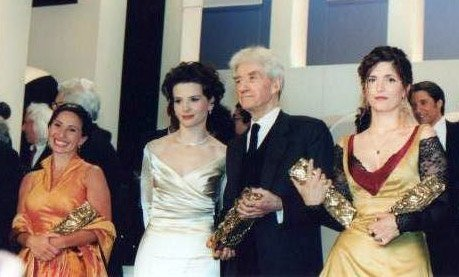
Ariane Ascaride, Juliette Binoche, Alain Resnais és Agnès Jaoui a díjátadón

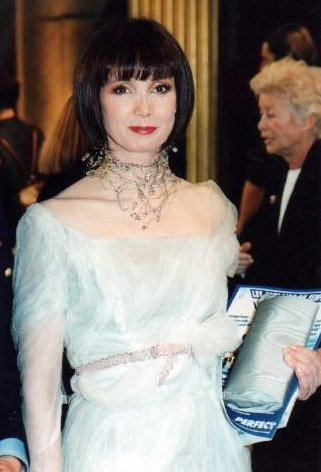
A legjobb színésznőnek jelölt Sabine Azéma

| legjobb film                               | - Megint a régi nóta (On connaît la chanson), rendezte: Alain Resnais - A púpos (Le bossu), rendezte: Philippe de Broca - Az ötödik elem (Le cinquième élément), rendezte: Luc Besson - Marius és Jeanette (Marius et Jeannette), rendezte: Robert Guédiguian - Western, rendezte: Manuel Poirier                                                    |
| legjobb rendező                            | - Luc Besson – Az ötödik elem (Le cinquième élément) - Alain Corneau – A rokon (Le cousin) - Robert Guédiguian – Marius és Jeannette (Marius et Jeannette) - Alain Resnais – Megint a régi nóta (On connaît la chanson) - Manuel Poirier – Western                                                                                                   |
| legjobb színésznő                          | - Ariane Ascaride – Marius és Jeannette (Marius et Jeannette) - Sabine Azéma – Megint a régi nóta (On connaît la chanson) - Marie Gillain – A púpos (Le bossu) - Sandrine Kiberlain – Hetedik mennyország (Le Septième Ciel) - Miou-Miou – Vegytisztítás (Nettoyage à sec)                                                                           |
| legjobb színész                            | - André Dussolier – Megint a régi nóta (On connaît la chanson) - Daniel Auteuil – A púpos (Le bossu) - Charles Berling – Vegytisztítás (Nettoyage à sec) - Alain Chabat – Didier - Patrick Timsit – A rokon (Le cousin) |
| legjobb mellékszereplő színésznő           | - Agnès Jaoui – Megint a régi nóta (On connaît la chanson) - Marie Trintignant – A rokon (Le cousin) - Karin Viard – Turisták (Les randonneurs) - Pascale Roberts – Marius és Jeannette (Marius et Jeannette) - Mathilde Seigner – Vegytisztítás (Nettoyage à sec)                                                                                   |
| legjobb mellékszereplő színész             | - Jean-Pierre Bacri – Megint a régi nóta (On connaît la chanson) - Vincent Pérez – A púpos (Le bossu) - Jean-Pierre Darroussin – Marius és Jeannette (Marius et Jeannette) - Gérard Jugnot – Marthe szerelme (Marthe) - Lambert Wilson – Megint a régi nóta (On connaît la chanson)                                                                  |
| legígéretesebb fiatal színésznő            | - Emma de Caunes – Un frère - Jeanne Balibar – J'ai horreur de l'amour - Isabelle Carré – Tiltott nő (La femme défendue) - Amira Casar – Tutira kamuzunk (La vérité si je mens !) - Laetitia Pesenti – Marius és Jeannette (Marius et Jeannette) |
| legígéretesebb fiatal színész              | - Stanislas Mehrar – Vegytisztítás (Nettoyage a sec) - Sacha Bourdo – Western - Vincent Elbaz – Turisták (Les randonneurs) - José Garcia – Tutira kamuzunk (La vérité si je mens !) - Sergi López – Western |
| legjobb operatőr                           | - Thierry Arbogast – Az ötödik elem (Le cinquième élément) - Benoît Delhomme – Artemisia - Jean-François Robin – A púpos (Le bossu) |
| legjobb vágás                              | - Hervé de Luze – Megint a régi nóta (On connaît la chanson) - Sylvie Landra – Az ötödik elem (Le cinquième élément) - Henri Lanoë – A púpos (Le bossu) |
| legjobb eredeti vagy adaptált forgatókönyv | - Agnès Jaoui és Jean-Pierre Bacri – Megint a régi nóta (On connaît la chanson) - Michel Alexandre és Alain Corneau – A rokon (Le cousin) - Anne Fontaine és Gilles Taurand – Vegytisztítás (Nettoyage à sec) - Jean-François Goyet és Manuel Poirier – Western - Robert Guédiguian és Jean-Louis Milesi – Marius és Jeannette (Marius et Jeannette) |
| legjobb filmzene                           | - Bernardo Sandoval – Western - Bruno Fontaine – Megint a régi nóta (On connaît la chanson) - Jordi Savall – Marquise - Philippe Sarde – A púpos (Le bossu) - Éric Serra – Az ötödik elem (Le cinquième élément) |
| legjobb hang                               | - Pierre Lenoir és Jean-Pierre Laforge – Megint a régi nóta (On connaît la chanson) - Daniel Brisseau – Az ötödik elem (Le cinquième élément) - Pierre Gamet és Gérard Lamps – A rokon (Le cousin) |
| legjobb díszlet                            | - Dan Weil – Az ötödik elem (Le cinquième élément) - Jacques Saulnier – Megint a régi nóta (On connaît la chanson) - Bernard Vézat – A púpos (Le bossu) |
| legjobb jelmez                             | - Christian Gasc – A púpos (Le bossu) - Dominique Borg – Artemisia - Jean-Paul Gaultier – Az ötödik elem (Le cinquième élément) |
| legjobb elsőmű                             | - Didier, rendezte: Alain Chabat - L'autre côté de la mer, rendezte: Dominique Cabrera - Les démons de Jésus, rendezte: Bernie Bonvoisin - Rózsaszín életem (Ma vie en rose), rendezte: Alain Berliner - Jézus élete (La vie de Jésus), rendezte: Bruno Dumont                                                                                       |
| legjobb rövidfilm                          | - Des majorettes dans l'espace, rendezte: David Fourier - Ferrailles, rendezte: Laurent Pouvaret - Seule, rendezte: Érick Zonca - Tout doit disparaître, rendezte: Jean-Marc Moutout - La vieille Dame et les pigeons, rendezte: Sylvain Chomet |
| legjobb külföldi film                      | - Fújhatjuk! (Brassed Off), rendezte: Mark Herman ( UK, USA) - Alul semmi (The Full Monty), rendezte: Peter Cattaneo ( UK) - A varázsige: I love you (Everyone Says I Love You), rendezte: Woody Allen ( USA) - Az angol beteg (The English Patient), rendezte: Anthony Minghella ( UK, USA) - Tűzvirágok (Hana-bi), rendezte: Kitano Takesi ( JPN)  |
| tiszteletbeli César                        | - Jean-Luc Godard - Clint Eastwood - Michael Douglas |

## Többszörös jelölések és elismerések
A statisztikában a különdíjak nem lettek figyelembe véve.
| Jelölés | Díj | Magyar cím          | Eredeti cím            |
| ------- | --- | ------------------- | ---------------------- |
| 12      | 7   | Megint a régi nóta  | On connaît la chanson  |
| 9       | 1   | A púpos             | Le bossu               |
| 8       | 3   | Az ötödik elem      | Le cinquième élément   |
| 7       | 1   | Marius és Jeannette | Marius et Jeannette    |
| 5       | 1   | Vegytisztítás       | Nettoyage à sec        |
| 5       | 0   | A rokon             | Le cousin              |
| 2       | 1   | –––                 | Didier                 |
| 2       | 0   | Turisták            | Les randonneurs        |
| 2       | 0   | Tutira kamuzunk     | La vérité si je mens ! |
| 2       | 0   | –––                 | Artemisia              |